# マヌエル・ウリベ
マヌエル・ウリベ・ガルザ（Manuel Uribe Garza、1965年6月11日 - 2014年5月26日）は、「存命中の世界で最も太っている人物」として、ギネス世界記録に認定されていたメキシコの男性。最大時の体重は597キロあった。
2006年に体重560キロでギネス世界記録より「存命中の最も太った人間」として認定される。2014年5月、48歳で死去。死去時の体重は394キロだった。2008年に結婚していたが、2011年ごろに離婚していたという。